# Splashtop
Splashtop es una distribución linux comercial dirigida a vendedores de placas base para PC y a otros fabricantes de dispositivos. Está desarrollado por DeviceVM.
Utiliza Bootsplash, SquashFS, Blackbox, SCIM y el núcleo Linux 2.6.

## Concepto
A diferencia de la mayoría de las distribuciones Linux, Splashtop está diseñado para ser integrado en un dispositivo de solo lectura e incorporado con el hardware, en vez de ser instalado por el usuario. El usuario puede instalar otro sistema operativo, pero éste siempre lo tiene listo para arrancar, en caso de que el otro esté dañado; o en caso de que la navegación por la web y el chateo sean suficientes. Arranca en cerca de 5 segundos. Por lo tanto es comercializado como “instant-on” (encendido o activación inmediata).
Un sistema operativo de “encendido inmediato” ofrece muchas ventajas sobre un sistema operativo tradicional:
- Arranca mucho más rápido.
- Sabiendo eso, el usuario vacilará menos antes de apagar el computador, lo que significa ahorrar energía.
- Es menos vulnerable al malware pues el sistema es mayormente de solo lectura.
- Permite computadoras sin disco duro.
- Es más ligero pero es suficiente para correr una web desktop y aplicaciones web.

## Características
Splashtop ofrece una interfaz gráfica de usuario, un navegador web basado en Mozilla Firefox 2.0 y un software del cliente de VoIP de Skype.

## Interior
Splashtop parece trabajar con una memoria Flash de 512 MB empotrada en la placas base de la PC. Un núcleo propietario arranca en el booteo de la BIOS y carga una distribución especializada de Linux llamada "Virtual Appliance Environment" (VAE), (Ambiente Virtual de Dispositivo). Mientras que funcione este VAE, el usuario puede lanzar “Virtual Apliances” (VA) (Dispositivos, Aplicaciones virtuales). Skype es un VA, por ejemplo.

## Tarjetas madre que ofrecen Splashtop
Para diciembre de 2008, se sabe que Splashtop es usado en las siguientes placas base de ASUS, y en las siguientes Express Gate:
- P5E3 Deluxe/WiFi AP @n
- P5E3 Premium/WiFi AP @n
- M3N-HT Deluxe/Mempipe
- M3N-HT Deluxe/HDMI
- M3N-H/HDMI
- M3N-HD/HDMI
- M3A-H/HDMI
- P5N64 WS Professional
- P5Q family (P5Q Deluxe, P5Q-WS, P5Q3 Deluxe, P5Q-E)
- M4A-87TD-USB 3/EVO
- P6T Deluxe V2

En mayo de 2008 ASUS anunció que en algún momento quiere usar Splashtop a través de todo su portofolio de tarjetas madre. En 2008, estarán disponibles numerosas tarjetas madre, de escritorio y laptops con Splashtop incorporado.